# Lee Dong-jun
Lee Dong-jun (en coréen : 이동준;), né le 1er février 1997 à Pusan en Corée du Sud, est un footballeur international sud-coréen évoluant au poste d'ailier droit au Jeonbuk Hyundai Motors.

## Biographie

### En club
Né à Pusan en Corée du Sud, Lee Dong-jun commence sa carrière professionnelle avec le club de sa ville natale, le Busan IPark, où il est formé avant d'étudier à l'Université Soongsil puis d'y retourner en 2017. Il joue son premier match en professionnel le 25 mars 2017, lors d'une rencontre de championnat face au Bucheon FC 1995 (en). Il est titularisé et son équipe s'incline (1-0 score final). 
Le 7 janvier 2021, il s'engage en faveur de Ulsan Hyundai. Il fait sa première apparition sous ses nouvelles couleurs le 1er mars 2021, lors de la première journée de la saison 2021 de K League 1 contre le Gangwon FC. Il est titularisé et se fait remarquer en inscrivant également son premier but. Son équipe s'impose par cinq buts à zéro ce jour-là.
Le 29 janvier 2022, Lee Dong-jun s'engage en faveur du Hertha Berlin. Il devient ainsi le premier joueur sud-coréen de l'histoire du club.
En janvier 2023, Lee Dong-jun fait son retour en Corée du Sud. Il est prêté au Jeonbuk Hyundai Motors. Le transfert est annoncé le 22 décembre 2022.

### En sélection
Avec les moins de 23 ans, il participe au championnat d'Asie des moins de 23 ans en janvier 2020. Lors de cette compétition qui se déroule en Thaïlande, il joue cinq matchs. Il marque deux buts en phase de poule, contre la Chine et l'Iran. La Corée du Sud remporte le tournoi en battant l'Arabie Saoudite en finale, après prolongation.
Avec la sélection olympique, il participe aux Jeux olympiques d'été de 2020, organisés lors de l'été 2021 au Japon. Lors du tournoi olympique, il joue quatre matchs. Il se met en évidence en délivrant une passe décisive contre la Roumanie en phase de poule. La Corée du Sud s'incline en quart de finale face au Mexique.
Lee Dong-jun honore sa première sélection avec l'équipe nationale de Corée du Sud lors d'un match amical face au Japon, le 25 mars 2021. Il est titularisé lors de cette rencontre perdue par son équipe (3-0 score final),.